# Eunidia stramentosa
Eunidia stramentosa là một loài bọ cánh cứng trong họ Cerambycidae.